# حاجی‌آباد (کاشمر)
حاجی‌آباد به گویش کاشمری: حَجی‌یاباد نام روستایی از توابع بخش مرکزی شهرستان کاشمر در استان خراسان رضوی است. این روستا در دهستان پایین ولایت قرار دارد و برپایه سرشماری سال ۱۳۹۵ جمعیت آن ۶۵۴ نفر (۲۰۷ خانوار) است. از جاذبه‌های گردشگری آن می‌توان به بنه حاجی‌آباد و سرو حاجی‌آباد اشاره کرد.